# Başak Gümülcinelioğlu
Başak Gümülcinelioğlu (Fatih, 22 ottobre 1991) è un'attrice, architetta e cantante turca, nota per aver interpretato il ruolo di Deniz nella serie DayDreamer - Le ali del sogno (Erkenci Kus), per quello di Pırıl Baytekin Sezgin nella serie Love Is in the Air (Sen Çal Kapımı) e per quello di Neva Seçkin nella serie Segreti di famiglia (Yargı).

## Biografia
Nata nel 1991 a Fatih, in provincia di Istanbul (Turchia) da due dirigenti d'azienda, Başak Gümülcinelioğlu ha una sorella maggiore (che è un'architetta) e oltre al turco, parla fluentemente l'inglese e il tedesco.
Dopo aver conseguito il diploma di lingua tedesca presso il Bahçelievler Anadolu Lisesinden, a diciassette anni ha vinto un viaggio studio di un anno a Goodland, nello stato del Kansas (USA), grazie al programma American Field Service (AFS). Negli Stati Uniti ha mosso i primi passi nel mondo dello spettacolo, esibendosi nei musical Annie. Successivamente ha studiato a Londra, a Ginevra e a Bruxelles. Si è laureata in architettura presso l'Università Bahçeşehir di Istanbul prima di specializzarsi con un master in progettazione architettonica presso l'İstanbul Teknik Üniversitesi (İTÜ). Appassionata di arti sceniche, dopo aver esercitato la professione di architetta, ha studiato recitazione alla LAMDA di Londra e al Müjdat Gezen Sanat Serkezi (MSM) a Istanbul.
Dopo aver superato un provino presso l'İstanbul Halk Tiyatrosu, ha recitato a teatro con Erkan Can, Yıldıray Şahinler, Ruhi Sarı, Aşkın Şenol, Faruk Akgören, Aytek Önal e Rüya Önal nello spettacolo Barut Fıçısı diretto da Yıldıray Şahinler e andato in scena per tre anni; si è poi esibita nei musical Hababam Sınıfı e Rock Müzikaller Konseri cantando parti da solista e lavorando con i noti attori Sezai Altekin, Salih Kalyon, Nuri Gökaşan e Beyti Engin.
Nel 2016 ha fatto il suo debutto in televisione interpretando la giovane Belkis nella serie in onda su Fox Kalbim Yangın Yeri. L'anno successivo, nel 2017, ha ricoperto il ruolo di Eda nella serie in onda su Show TV Aşk Laftan Anlamaz. Nel 2018 è apparsa nella serie in onda su ATV 8. Gün. Nel 2019 è stata notata dal grande pubblico grazie al personaggio della psicologa Deniz Keskin nella serie in onda su Star TV DayDreamer - Le ali del sogno (Erkenci Kuş).
Nel 2019 ha curato la prima traduzione in turco dell'opera teatrale The Wasp di Morgan Lloyd Malcolm; ha inoltre disegnato la locandina dello spettacolo, andato in scena con il titolo Yaban Arısı e diretto dal regista Levent Aras. Nel 2020 ha realizzato anche il poster dello spettacolo İki tek di Emre Kınay. Nello stesso anno ha ricoperto il ruolo di Çağla nella web serie di BluTV Interrupted - L'amore incompiuto (Yarim Kalan Asklar).
Nel 2020 è entrata a far parte del cast della serie in onda su Fox Love Is in the Air (Sen Çal Kapımı) con il ruolo di Pırıl Baytekin Sezgin, architetta d'interni che sogna di diventare cantante. Per la serie ha scritto e interpretato tre brani: Bir anda (cantato dal suo personaggio nell'episodio 1x16 della versione turca); Sen Çal Kapımı, premiata Miglior canzone di una serie televisiva al Head&Shoulders NR1 Video Müzik Ödülleri; Kiraz.
Nel 2021 ha duettato con Cihad Selamlar in Beni Bana Sorma e con Karya Çandar in O Melek Sen Misin?; quest'ultimo brano è stato inserito nella colonna sonora della miniserie Eee Sonra, in cui hanno recitato gli attori Deniz Işın e Sarp Bozkurt (suo collega in Love Is in the Air).
Nel mese di settembre 2021 ha cantato Sevgili di Sezen Aksu durante il concerto sinfonico Murathan Mungan Şarkıları-Senfonik, realizzato in onore del poeta e drammaturgo Murathan Mungan al Turkcell Vadi di Istanbul.
Tra il 2021 e il 2022 ha interpretato il ruolo della giudice Neva Seçkin nella serie in onda su Kanal D Segreti di famiglia (Yargı). Nel 2022 ha ricoperto il ruolo di Banu nella web serie di BluTV Bizden Olur Mu. Nel 2023 è entrata a far parte del cast della serie in onda su Show TV Sipahi, nel ruolo di Ezgi Sancaklı. Inoltre ha interpretato Aylin nella web serie di BluTV Sen, Ben, O! e Sibel nella serie in onda su Kanal D Bir Derdim Var. L'anno successivo ha ottenuto il ruolo di Jale Giraylı nella serie Kül Masalı, in onda su TRT 1. Nel 2025 ha recitato nella web serie di Disney+ Aşkı Hatırla, col ruolo di Umay.

## Vita privata
Dal 2020 è legata sentimentalmente all'attore Çağrı Çıtanak, conosciuto sul set della serie Love Is in the Air (Sen Çal Kapımı). La coppia si è sposata il 9 ottobre 2022 a Istanbul con una cerimonia nuziale di 300 persone, alla quale hanno partecipato familiari e amici.

## Filmografia

### Televisione
- Kalbim Yangın Yeri – serie TV (Fox, 2016)
- Aşk Laftan Anlamaz – serie TV, 1 episodio (Show TV, 2017)
- 8. Gün – miniserie TV, 5 episodi (ATV, 2018)
- DayDreamer - Le ali del sogno (Erkenci Kuş) – serie TV, 9 episodi (Star TV, 2019)
- Love Is in the Air (Sen Çal Kapımı) – serie TV, 52 episodi (Fox, 2020-2021)
- Segreti di famiglia (Yargı) – serie TV, 34 episodi (Kanal D, 2021-2022)
- Sipahi – serie TV, 8 episodi (Show TV, 2022-2023)
- Bir Derdim Var – serie TV, 6 episodi (Kanal D, 2023)
- Kül Masalı – serie TV, 10 episodi (TRT 1, 2024)

### Web TV
- Interrupted - L'amore incompiuto (Yarim Kalan Asklar) – web serie, 8 episodi (BluTV, 2020)
- Bizden Olur Mu – serie TV, 2 episodi (BluTV, 2022)
- Sen, Ben, O! – web serie, 8 episodi (BluTV, 2023)
- Aşkı Hatırla – web serie (Disney+, 2025)

## Teatro

### Attrice
- Keşanlı Ali Destanı, diretto da Çiçek Dilligil (2014)
- Barut Fıçısı, diretto da Yıldıray Şahinler (2016-2019)
- Hababam Sınıfı, diretto da Murat Karasu – musical (2018)
- Rock Müzikaller Konseri – musical (2018)

### Traduttrice
- Yaban Arısı, diretto da Emre Kınay (2019)[57]

## Discografia

### Singoli
- 2020: Sen Çal Kapımı – colonna sonora di Love Is in the Air (Sen Çal Kapımı)
- 2021: Kiraz – colonna sonora di Love Is in the Air (Sen Çal Kapımı)
- 2021: Beni Bana Sorma di Cihad Selamlar, feat. Başak Gümülcinelioğlu
- 2021: O Melek Sen Misin? di Karya Çandar, feat. Başak Gümülcinelioğlu
- 2022: Neler Mümkün? di Başak Gümülcinelioğlu

## Doppiatrici italiane
Nelle versioni in italiano dei suoi film e delle sue serie TV, Başak Gümülcinelioğlu è stata doppiata da:
- Giorgia Brunori[58] in DayDreamer - Le ali del sogno,[59] in Love Is in the Air,[60] in Interrupted - L'amore incompiuto,[61] in Segreti di famiglia[62]

## Riconoscimenti
- Ayakli Gazete TV Stars Awards
  - 2023: Vincitrice come Miglior attrice non protagonista per la serie Segreti di famiglia (Yargı)

- Head&Shoulders NR1 Video Müzik Ödülleri
  - 2021: Vincitrice come Miglior canzone per una serie televisiva per Love Is in the Air (Sen Çal Kapımı) con Karya Candar[31]

- Turkey Youth Awards
  - 2023: Candidata come Miglior attrice televisiva non protagonista per la serie Sipahi